# وزیری (نام خانوادگی)
وزیری یک نام خانوادگی است. افراد شاخص با این نام از این قرارند:
- قمرالملوک وزیری
- علینقی وزیری
- عمارت آصف وزیری
- سنجرخان وزیری
- میرزا احمد وزیری
- یحیی صادق وزیری
- فریدون معتمد وزیری
- خدیجه افضل وزیری
- باغ‌موزه وزیری